# Svetlogorsk
Svetlogorsk (russisk: Светлого́рск; tr. Svetlogórsk), indtil 1947 kendt som Rauschen (tysk: Rauschen; polsk: Ruszowice; litauisk: Raušiai), er en badeby i Rusland. Byen ligger i Kaliningrad oblast, der er en russisk eksklave mellem Polen og Litauen.
Svetlogorsk ligger på halvøen Samland på den sydøstlige kyst af Østersøen ca. 24 kilometer nordvest for byen Kaliningrad. Byen har et indbyggertal på 16.771 (2023) indbyggere. Den blev nævnt første gang i 1258 . Svetlogorsk er hovedby i Svetlogorsk rajon i Kaliningrad oblast.